# Haus des Einzelhandelsverbandes

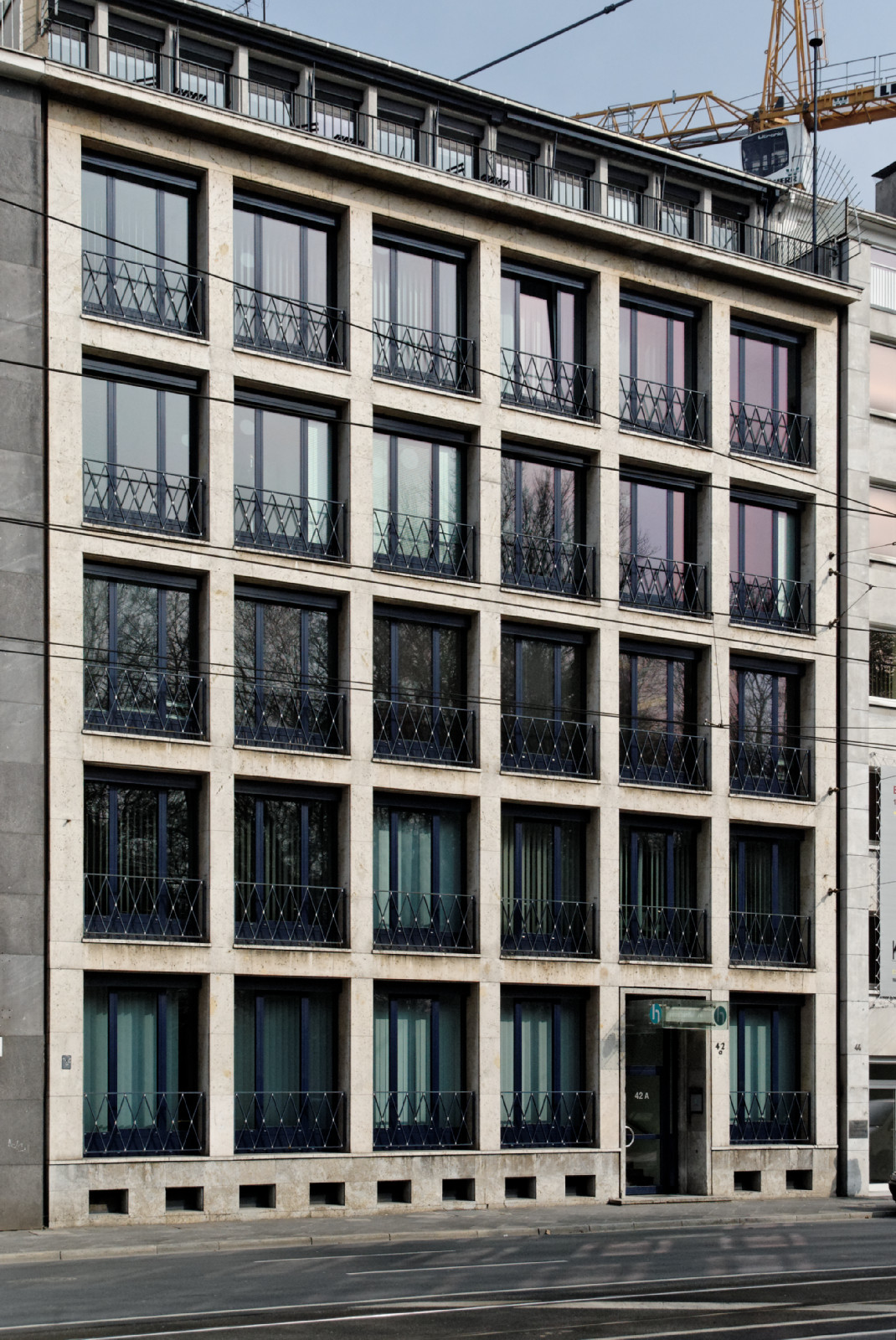
Haus des Einzelhandelsverbandes

Das Haus des Einzelhandelsverbandes an der Kaiserstraße 42 in Düsseldorf-Pempelfort wurde 1952 nach Plänen von Helmut Hentrich für den Einzelhandelsverband der Rheinprovinz erbaut.
Mitarbeiter war Hubert Petschnigg. Es ist ein Stahlbetonskelettbau mit einer werksteinverkleideten Rasterfassade. Das Haus zeigt sechs Geschosse, wovon das oberste zurückgesetzt ist. Die Fensterflächen sind groß, die Fensterlaibungen sind sehr tief, die Fenster bis zum Fußboden heruntergezogen. Ein Gitter in Rautenform dient als Geländerzier. Es gehörte noch zu den neuklassischen Entwürfen Henrichs, der „nach seinen neuklassischen Entwürfen und einer kurzen Phase des Übergangs [auf] die von Schneider-Esleben und Pfau vorgezeichnete Linie einschwenkte“.